# 77-78级
77-78级（77-78 Jí），有时写为 77、78级，是指中国在文化大革命结束后恢复高考招收的最早两个年级的大学生。
这两届分别在1977和1978年参加高考的学生有许多相似之处：新生录取率都很低，都在1978年入校1982年毕业，都能自觉而刻苦地学习，都有许多年纪较大的往年高中毕业生，等等。 因此，常被统称为“77-78级”。他们中间有许多人毕业后在各行各业做出了令人赞叹的贡献。

## 历史背景
1977年8月，刚刚第三次复出的邓小平在北京主持召开科学和教育工作座谈会。 他指出，要尊重劳动，尊重人才。会议决定恢复自1965年起一直停止的普通高等學校招生全國統一考試（简称高考）。 10月22日，《人民日报》发表文章，正式向全国宣布恢复高考。 这一喜讯让许多人激动不已，热泪盈眶，尤其是那些长年在农村接受贫下中农再教育的上山下乡知青们。 

## 考试与录取
参加考试的有从1966年高考取消到1977年12年的高中毕业生，还有提前参加高考的优秀在校高中生（原计划1978年毕业）。 所以，有13年的高中毕业生。
从1977年11月到12月，超过570万名15至36岁的考生参加高考。 
招生委員會根據學生成績提出參加政治審查和體格檢查的名單。按照国家新政策，政治审查主要看学生本人的政治表现（减少家庭成分的影响。）
1977年的高考按原计划只录取20万人上大学。 后来，由于参加考试的人数多达570多万，而且许多考生成绩优异，因此录取人数扩大到27.3万人。这一年的高考由各省市自治区自主拟题和组织考试，考试在冬季举行，学生于次年3月初开学。 
1978年高考實行全國統一試題、統一考試、統一招生錄取。高考時間是7月20日至7月22日，新生9月份开学。因此77和78级都在同一年入校。此外，1978年也有扩招的举措，总共录取了40万人。

## 独特之处
与其他大学生相比较，77-78级在许多方面都很独特，而这两个年级之间又存在一些差异。 
首先是高考竞争十分激烈，录取率极低。77级总共录取了27万人，录取率4.8%，仍是中国高考历史上的最低水平；78级录取了40万人，录取率为6.6%，也很低。
同学年龄差别大，拥有更广泛的社会经验。 进入大学时，学生中最大的已超过35岁，最小的仅15岁。有老师和学生一起参加高考，有母亲和女儿同时上大学，有的是还在中学读书的十几岁少年，有的已经是几个孩子的父母了。
1977和1978年高考，由于准备时间很短，考生原有的知识就显得尤为重要。 对于最终被录取的人来说，除了智力因素外，非智力因素也发挥了一定的作用。 在“读书无用论”盛行的时代，他们依然坚持读书。 而且，上大学后，他们更加珍惜来之不易的学习机会。
知识分子家庭出身的比例高。据厦门大学的一项研究结果显示：1977、1978年级的学生中，知识分子家庭出身的比例分别达到25.38%和23.46%，创历史最高水平，远高于1965年（文革前一年）的6.2%和1976年（当时工农兵入校靠单位推荐而不是入学考试）的9.83%。 1977年和1978年农民家庭出生的比例分别为11.93%和11.27%，为历史最低，而1965年和1976年分别为47.05%和26.08%。 
“政审”比往年松一些。在考试分数上线、体检合格后，还要通过政治审查，查考生的政治表现、家庭出身，包括亲属有无政治和历史问题等。1977年考生的“政审”比往年松一些，但是还有不少高考成绩优异的学生，没能通过政审。78年政治审查进一步放松，不少77年的考生78年再考就成功上大学了。
77级还有小部分学生是经过推荐上大学的，而到了78级，再无推荐入学。77年的考生不知道自己的高考成绩，而78级考生能看到自己的分数。
1977年招生的专业较少，有不少专业是1978年才首次招生。还有许多专业1977年招生人数很少，1978年扩大了招生人数。

## 弱点
与其他大学生相比，77和78级也存在一些共同的弱点，例如中小学基础知识薄弱。文化大革命期间，中学从6年缩短为4年，小学从6年缩短为5年。学习的知识很有限。 著名的唐诗宋词和西方文学基本从语文课本中剔除，数理化课程被“工业基础知识”和“农业基础知识”所取代，历史和地理科目根本没有教过。 至于英语，许多地方要到高中才开这门课。学生们学习了26个字母和 "poor and lower-middle peasants" (贫下中农), "worker-peasant-soldier students" (工农兵学员) 和 "comrade" (同志) 等少数现代英语中很少使用的单词。 尽管他们在高考前后都在努力“恶补”相关知识，但由于错过了最佳学习时间和环境，仍会时常感觉到自身知识系统的“先天不足”。

另一个不利条件是，他们中有许多人是往届的中学毕业生，年龄偏大，大学毕业后的工作时间也就比较短。而且一毕业就要急于结婚成家（有的已经成家了），家庭负担比较重。这也
制约着他们后来的事业发展和为社会做出的贡献。
以上缺点77比78级要严重一些，因为78级多了半年的高考准备时间，而且有许多78届的高中应届毕业生。

## 毕业之后
77级的27万学生毕业于1980至1984年(大专学制一般为3年，还有部分学生因为社会迫切需要而提前毕业； 而医学院本科学习则需要5至6年)。78级只比77级晚半年，有40万学生毕业。当时中国改革开放正如火如荼地进行着。
学生毕业后，除少数属于“社来社去”计划的以外，其他都由政府按国家计划（并考虑学生的志愿）统一分配到不同的工作岗位。  即便如此，他们大多都得到了好工作，因为整个国家，特别是大城市和大公司，都迫切需要人才。
后来，由于77、78级的成功率很高，社会上给他们起了“金77、银78”的绰号。 这些大学生聚集了过去13年年轻人中的精英，所以人才相对集中也就不足为奇了。 在政治、科学、商业等诸多领域，这两个群体中涌现出一大批领军人物。 人们看到，中国党政高层领导班子中77、78级的成员越来越多, 称之为中国政坛的“77、78现象”。
77和78級于2000年初开始有人退休，由于年龄和职业的广泛性，他们的退休将持续相当长的一段时间。 

## 著名成员
- 李克强（77级）
- 李强（78级）
- 王沪宁(78级研究生)
- 丁薛祥（78级）
- 王毅（77级）
- 刘晓波（77级）
- 张艺谋（77级）
- 熊晓鸽（77级）
- 薄熙來（77级）

## 外部連結
- Class of 1977 (China)
- 77级、78级大学生的历史履痕 （页面存档备份，存于）
- 恢复高考与77、78级大学生的构成及际遇 刘海峰 （页面存档备份，存于） （浙江大学文科资深教授、厦门大学考试研究中心主任 （刊于《大学教育科学》2022年第3期，4-13页。原题《恢复高考的复原与探新——兼论77、78级大学生的构成与际遇》））
- 时代与人物的互动 :77、78 级大学生群体扫描 刘海峰 （页面存档备份，存于）

- 教育史上奇特的一群%20中國77-78級大學生 （页面存档备份，存于）